# Mas Puig de Caneres
Mas Puig de Caneres és una masia del municipi de Darnius (Alt Empordà) inclosa en l'Inventari del Patrimoni Arquitectònic de Catalunya, al començament de la vall del riu Ricardell.

## Descripció
És un gran mas que s'aixeca en un dels costats de la muntanya, a uns tres quilòmetres del poble. Té planta rectangular, i disposa de planta baixa i dos pisos. La uniformitat d'aquest esquema, tant en planta com l'alçat, només es trenca per una gran balconada recent, oberta a la cantonada sud-oest, fet de ferro. La resta d'obertures no ofereixen cap particularitat especial. La coberta és a dues aigües, sustentada per cairats de fusta. A migdia de la casa s'aixequen diferents cossos, destinats antigament a estables i magatzems. Són construccions amb grans i altes arcades de mig punt. Estan cobertes amb teulades a dos aigües sustentades per cairats de fusta avui desapareguts. Té una capella particular, dedicada a Sant Vicenç Ferrer, ara sense culte. És una construcció de petites dimensions amb planta rectangular. L'extrema senzillesa domina tota l'arquitectura, amb una façana on només s'hi ha practicat una petita porta adovellada i petites obertures rectangulars, a més d'un campanar de cadireta de dues pilastres sense arc. La coberta consisteix en una volta de maó.

## Història
A les llindes de les obertures es llegeixen dates del segle xvi (1595) i xvii. L'aspecte més curiós de la història d'aquest mas fou la notícia de Monselvatge respecte a una tradició que creia en l'existència d'un antic monestir, avui en runes, prop de la casa principal. La realitat no sembla coincidir amb la tradició. En aquest cas és molt possible que una vaga idea transmesa oralment i el fet que hi ha antics estables d'una certa noblesa duguessin a Monselvatge a una suposició poc fonamentada.
A proximitat hi ha el Dòlmen del Mas Puig de Caneres.